# Constitución de Grecia
La Constitución de Grecia (en griego: Σύνταγμα, Sýntagma) es la principal norma jurídica de la República Helénica (Grecia). La constitución griega establece los parámetros que debe seguir la totalidad de la legislación de su país reconociendo derechos y obligaciones para los ciudadanos; además, reglamenta la estructura política, funcional e institucional del estado griego.
La actual constitución griega fue creada por el Parlamento Helénico de 1974 y promulgada forzadamente en 1975. Esta constitución ha entrado en revisión en tres ocasiones, siendo la más significativa la realizada en 1986; las otras revisiones ocurrieron en 2001 y 2008. La historia del constitucionalismo griego se remonta a la Revolución griega (1821-1832), en donde las tres primeras constituciones revolucionarias fueron adoptadas. La plaza Síntagma (en griego: Πλατεία Συντάγματος, Platía Sindágmatos) en la ciudad de Atenas fue bautizada con ese nombre en honor a la primera constitución del moderno estado griego.

## Estructura
La Constitución griega consta de 120 artículos y está dividida en cuatro partes:
- La primera parte, comprendida entre los artículos 1 a 3, titulada Disposiciones básicas, establece que Grecia es una democracia parlamentaria presidencial (aunque la definición de democracia puede entenderse también como república; el término griego δημοκρατία puede traducirse en ambos sentidos), y confirma la prevalencia de la Iglesia ortodoxa en Grecia.
- La segunda parte, comprendida entre los artículos 4 a 25, se refiere a los derechos individuales y sociales, cuya protección se ha reforzado después de la revisión del 2001. Las nuevas disposiciones regulan temas como la protección de datos personales y la competencia de ciertas autoridades independientes.
- La tercera parte, comprendida entre los artículos 26 a 105, describe la organización y las funciones del Estado. El artículo 28 integra formalmente las leyes internacionales y los convenios internacionales en la legislación griega.
- La cuarta parte, comprendida entre los artículos 106 a 120, comprende las disposiciones especiales, finales y transitorias.

## Enmiendas constitucionales
La Constitución griega, vigente desde 1975, ha sido objeto de tres enmiendas: la de 1986, de 2001 y de 2008.

## Revisión constitucional
El Parlamento tiene derecho a revisar o enmendar la Constitución, con excepción de los artículos que tratan sobre la "Estructura del Estado" (es decir, el establecimiento de la república parlamentaria y presidencial) y los artículos que protegen los derechos humanos y las libertades, los cuales son inalienables. La revisión de la Constitución se inicia con una moción de al menos un sexto de parlamentarios, y se acuerda con una mayoría de tres quintas partes de los diputados, expresada dos veces, en dos votaciones por separado con al menos un mes de diferencia. En este caso, el asunto de la revisión se transfiere al próximo período del Parlamento, es decir, después de las siguientes elecciones legislativas. El parlamento puede entonces ratificar la revisión por una mayoría absoluta (por lo menos la mitad más uno). Si la moción inicial de revisión solo ha logrado una mayoría de la mitad más uno, entonces se requiere una mayoría de tres quintos del nuevo Parlamento. Un Parlamento así dotado por su predecesor con los poderes de revisar la Constitución se denomina oficialmente como «Parlamento de Revisión» y se enumera por separado de los términos parlamentarios ordinarios. En los últimos años, el Parlamento de 1974 se tituló con la denominación de «Quinto Revisional», ya que operaba regida bajo la Constitución de 1952, a la vez que la enmendaba. 
La constitución resultante de 1975 fue esencialmente una constitución completamente nueva, especialmente porque incorporó el resultado del plebiscito de 1974 que estableció la república presidencial en el lugar de la monarquía constitucional. Sin embargo, se consideró oficialmente una revisión de la Constitución de 1952. El parlamento de 1986 fue la «Sexta Revisional»; el 2001 fue la «Séptima Revisional»; el parlamento de 2004 fue el «xi Parlamento Ordinario» de la Tercera República Helénica; el Parlamento de 2007 fue la «Octava Revisional»; el Parlamento de 2009 fue el «xii Parlamento Ordinario»; el primer Parlamento de 2012 que resultó de las elecciones nacionales celebradas el 6 de mayo fue el «xiii Parlamento Ordinario» (también conocido como el "Parlamento de un día", porque se formó por un día, solo para ser destituido nuevamente con el fin de que se llevarán a cabo las elecciones nacionales del 17 de junio, ya que no se puede garantizar la mayoría gubernamental); y, el Parlamento de 2012 es el «xiv Parlamento Ordinario». Debe transcurrir un mínimo de cinco años después de la conclusión exitosa del proceso de revisión, antes de que pueda iniciarse otro.

## Historia del constitucionalismo heleno
Durante la historia moderna de Grecia, la Constitución de 1975 (revisada en 1986, 2001 y 2008) es la última de una serie de constituciones adoptadas democráticamente (con la excepción de las Constituciones de 1968 y 1973, las cuales fueron impuestas por una dictadura). La primera de estas Constituciones fue adoptada en 1822. La constitución actual es formalmente una revisión de la Constitución de 1952, según lo efectuado por el «Quinto Parlamento Revisional».

## Lectura adicional
- Eleftheriadis, Pavlos (marzo de 2005). Constitutional Reform and the Rule of Law in Greece 28 (2). pp. 317-334. doi:10.1080/01402380500059777.